# Antonio Pintus
Antonio Pintus (Torino, 26 settembre 1962) è un preparatore atletico italiano. È uno dei preparatori atletici più vincenti a livello europeo, durante la sua carriera ha conquistato 30 titoli fra cui 5 UEFA Champions League e 4 Coppa del mondo per club FIFA.

## Biografia
Nato a Torino, si è laureato in Scienze Motorie presso l'Università Claude-Bernard di Lione. Inizia la carriera nel 1986 come preparatore atletico del Settimo Calcio 1912, per poi collaborare con la società Akiyama Judo. Entra a far parte dello staff della Juventus per la stagione 1991-1992 sotto la guida tecnica di Giovanni Trapattoni, mantenendo il ruolo anche con l'avvento di Marcello Lippi con cui vinse la UEFA Champions League 1995-1996. Nel 1998 lasciò la squadra bianconera per passare al Chelsea, dove rimase per due anni. Dopo una breve esperienza all'Udinese, nel 2001 fu scelto da Didier Deschamps, che lo aveva conosciuto mentre militava nella Juventus, per entrare nello staff atletico del Monaco. Seguì l'allenatore francese anche nel suo passaggio alla Juventus nel 2006 per poi lasciare il club dopo una sola stagione assieme al tecnico. Dopo due anni al West Ham Utd, tornò a lavorare con Deschamps sulla panchina dell'Olympique Marsiglia. Nel 2012 passò al Palermo, collaborando con Gian Piero Gasperini, lasciando la squadra nel 2013 a seguito del suo esonero. Dopo due anni al Sunderland, è di nuovo un ex-calciatore della Juve di Lippi a chiamarlo per entrare a far parte del suo staff. Stavolta è Zinedine Zidane che lo fa entrare nello staff del Real Madrid dove contribuisce in modo significativo alla conquista di due Champions League consecutive. Lascia i blancos nel 2019 per una breve esperienza con Antonio Conte all'Inter dove vince lo scudetto, per poi tornare nuovamente al Real nello staff di Carlo Ancelotti con cui conquista la sua quarta e quinta Champions.